# 空间科学实验
空间科学实验专指利用地球外层空间条件开展的科学实验，这些条件主要是外层空间固有的微重力环境、真空、辐射环境以及在空间飞行器上的人造条件。
天宮二號曾經做過多種的空間科學實驗，包括驗證高性能原子鐘的運行機制。